# Rudolf Geilinger

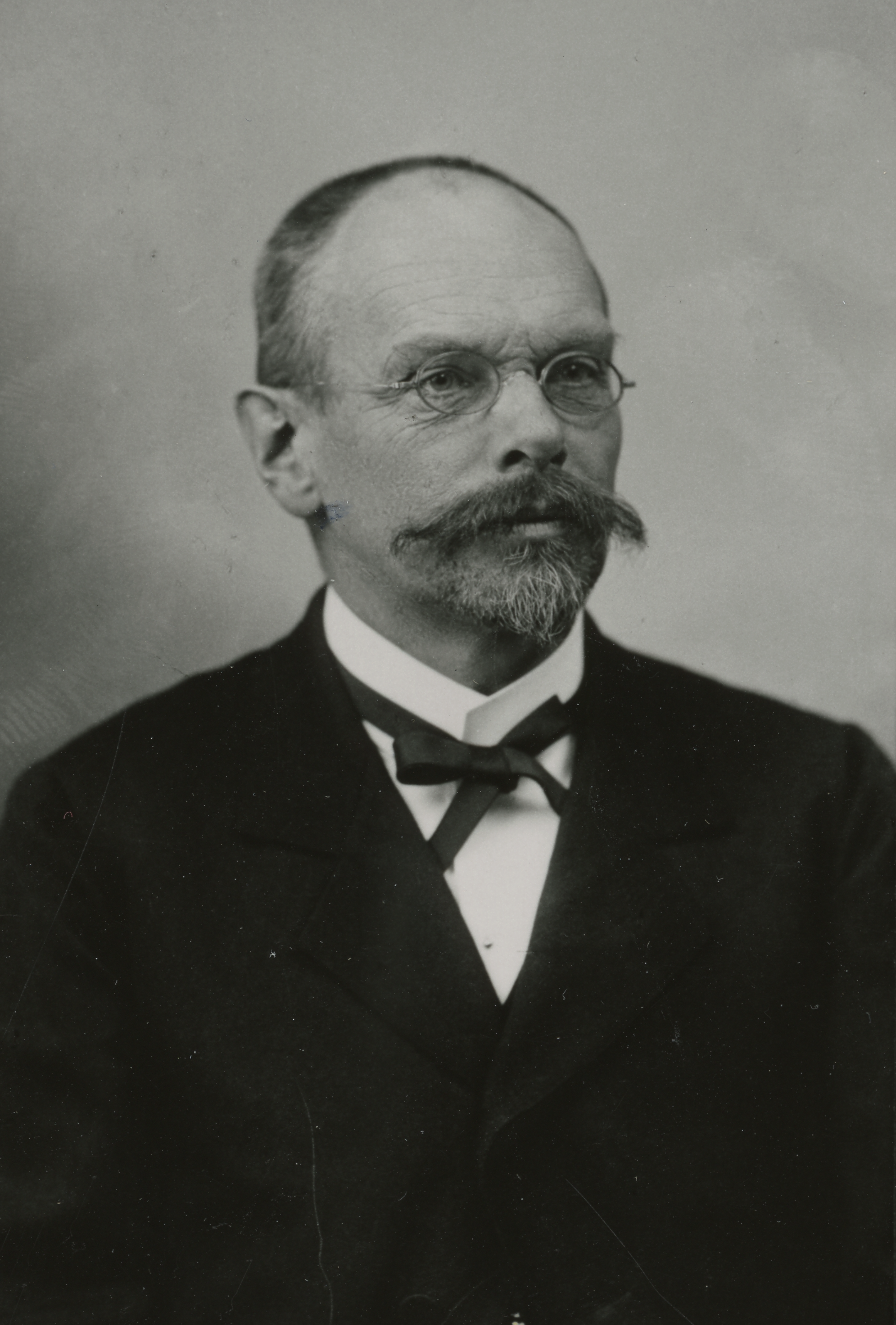
Rudolf Geilinger (1866–1938)

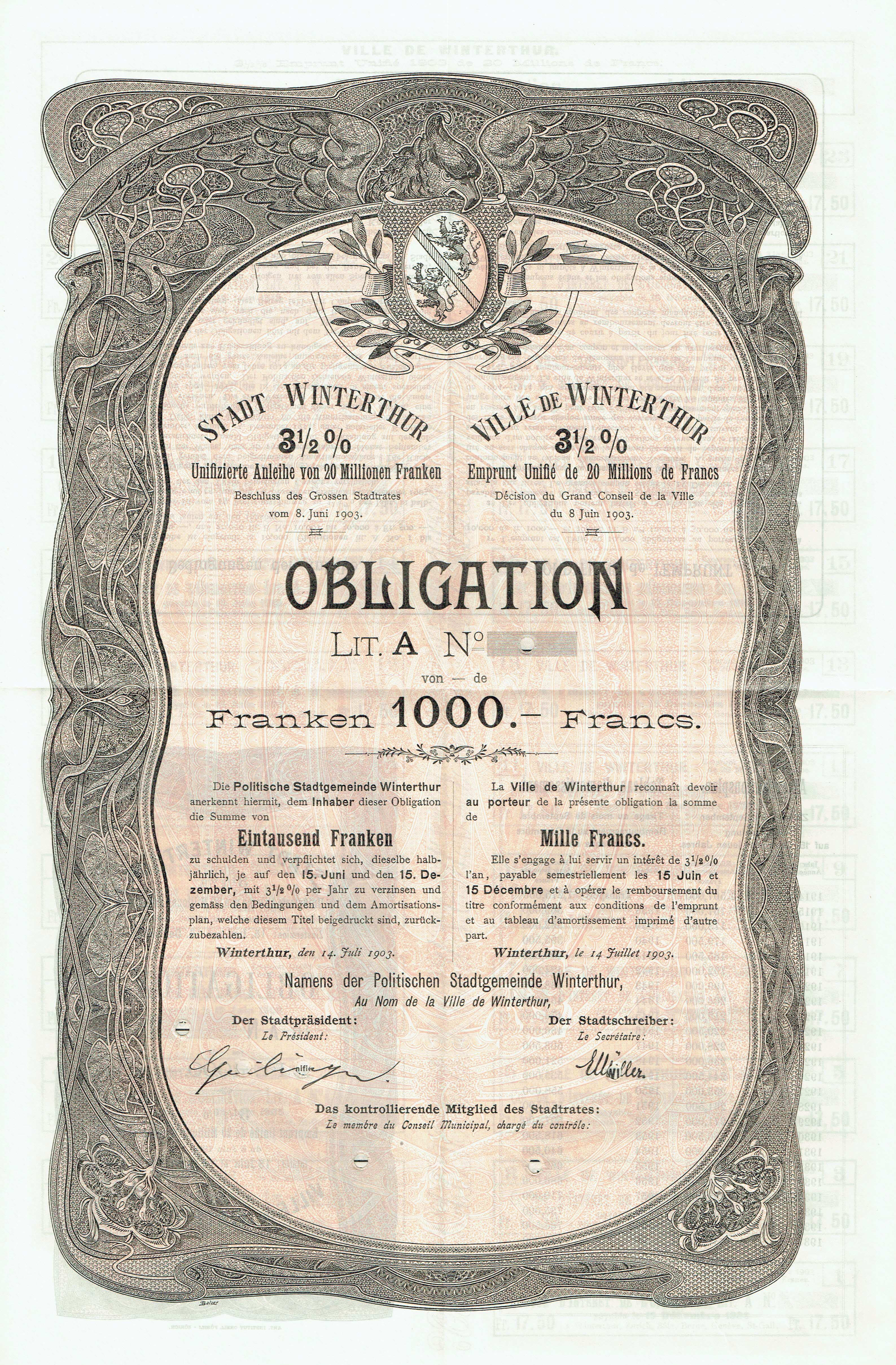
Obligation über 1000 Franken der Stadt Winterthur vom 14. Juli 1903 mit Unterschrift von Stadtpräsident Geilinger

Rudolf Geilinger (* 6. Mai 1848 in Winterthur; † 23. Januar 1911 ebenda) war ein Schweizer Violinist und Politiker. Er war Mitglied des Nationalrates und war lange Zeit Stadtpräsident von Winterthur.

## Leben
Rudolf war als Sohn des Jakob Geilinger und der Maria Susanna Geilinger-Biedermann 1848 in Winterthur zur Welt gekommen. Sein Vater war ein Webereifabrikant. Rudolf absolvierte eine Lehre als Kaufmann und Weber im väterlichen Geschäft. Danach machte er eine Weiterbildung in Lyon und besuchte 1869 für ein Jahr das Konservatorium in Leipzig. Nach dem Tod des Vaters löste Geilinger das Geschäft auf. Bald schon begann seine politische Karriere (siehe unten).
Geilinger war Mitgründer des Winterthurer Stadtorchesters und jahrelanger Violinist.
Im Januar 1911 erlitt er auf dem Rückweg einer Kantonsratssitzung einen Schlaganfall im Zug. Der Kondukteur fand ihn tot auf.

## Politik
1878 wurde Geilinger in den Winterthurer Stadtrat gewählt. Ab 1879 fungierte er als Stadtpräsident von Winterthur für 32 Jahre bis zu seinem Tod 1911. Damit war er der längst amtierende Stadtpräsident Winterthurs bis heute. 1879 begann auch seine Karriere im Kantonrat für die damalige Demokratische Partei. 1884 wurde Geilinger in den Nationalrat gewählt, wo er 1899 als Nationalratspräsident tätig war. Auf Bundesebene setzte er sich für die Verstaatlichung der Eisenbahn ein.
Während seiner Karriere war er auch im Verwaltungsrat verschiedener Unternehmen, unter anderem bei der Bank in Winterthur sowie der Tösstalbahn und der SBB. Er war tätig im Schulrat und im Erziehungsrat.
Als Stadtpräsident sowie im Nationalrat folgte ihm Hans Sträuli.